# Dimercaptopropansulfonsäure
Dimercaptopropansulfonsäure (DMPS) (Handelsname: Dimaval, Hersteller: Heyl) ist ein SH-Gruppen-haltiges Antidot (Gegengift), welches als Chelat-Therapie zur Behandlung von Vergiftungen mit Schwermetallen verwendet wird.

## Anwendung
Es wird eingesetzt bei Kupfer-, Blei-, Arsen-, Quecksilber-, Gold-, Bismut-, Antimon- und Chromvergiftungen. Bei Vergiftungen mit Thallium, Selen, Eisen oder Cadmium ist Dimercaptopropansulfonsäure nicht sinnvoll. DMPS wird als wasserlösliches Natriumsalz eingesetzt und kann somit auch langsam intravenös verabreicht werden. Die Anwendung von DMPS ist wie bei jedem Medikament mit Nebenwirkungen verbunden und sollte nur unter ärztlicher Aufsicht erfolgen.

## Wirkweise
Die Wirkungsweise von DMPS beruht auf der Bildung stabiler Chelatkomplexe. Diese Komplexbildung verhindert ein Anlagern der toxischen Metallionen an lebenswichtige Enzyme. Zudem werden die als Komplexe gebundenen Schwermetalle schneller ausgeschieden.

## Ursprung
DMPS ist wie DMSA ein Nachfolger von Dimercaprol (BAL). Letzteres ist gut in Öl löslich (lipophil) und musste in öliger Lösung (häufig in Erdnussöl) in den Muskel gespritzt werden. Die Lipophilie von Dimercaprol hatte auch zur Folge, dass mehr Nebenwirkungen eintraten, da dieser Stoff die Blut-Hirn-Schranke überwinden und somit Schwermetalle in das Gehirn transportieren kann.
Aufgrund der Gefahr chemischer Kriegsführung während des Ersten Weltkriegs ist die Rolle von Chelatbildnern, auch Gegenmittel genannt, gut dokumentiert. Schutzmethoden und Dekontaminationstechniken wurden von Regierungsbehörden untersucht und entwickelt, um Menschen möglicherweise vor den verheerenden Auswirkungen chemischer Arbeitsstoffe zu schützen. British Anti Lewisite (BAL) wurde als spezifischer Chelatbildner für Arsen entwickelt und führte zu den weniger toxischen Chelatbildnern DMPS und DMSA. 
Mit der zunehmenden Umweltverschmutzung nehmen chronische Krankheiten zu, die durch die Belastung mit minderwertigen Metallen verursacht werden. Typischerweise leiden Patienten mit Umweltkrankheiten unter diffusen Symptomen und die Diagnose und Behandlung dieser subakuten Mehrfachexpositionen hängt weitgehend von einer ordnungsgemäßen Laboruntersuchung ab, die wiederum bei der Auswahl des geeigneten Chelatbildners für die Behandlung hilfreich ist.

## Andere Anwendung
DMPS wird als Off-Label-Use (gerade im alternativmedizinischen Bereich) auch benutzt, um Patienten auf Schwermetallbelastungen zu testen, z. B. auf kumulative Ablagerungen im Körper, die von Zahnmetallen stammen (beispielsweise Amalgam und Metalle in Kronen, Brücken und Implantaten). Dazu wird einmalig intravenös DMPS gespritzt, alternativ wird es auch in Form einer Kapsel eingenommen.
Der Urin vor und nach Gabe wird dann auf Schwermetalle untersucht. Die Verabreichung von DMPS zu diagnostischen Zwecken ist keine zugelassene Anwendung. Sie ist weder ein standardisiertes Verfahren, noch wird sie einheitlich durchgeführt. Dies führt zu gravierenden Unterschieden bei den Testergebnissen und ist zur Diagnostik ungeeignet.
Diese Anwendung ist mit den gleichen Risiken verbunden wie die Anwendung zur Entgiftung, allerdings kann auch vorher gebundenes Schwermetall nun umverteilt werden. Zu den Nebenwirkungen zählen Übelkeit, Schwäche, Hautausschlag und Schwindel. Ein weiteres Problem ist, dass durch DMPS auch für die Körperfunktion nötige Schwermetalle wie Kupfer, Chrom und Zink gebunden werden.